# Fender Precision Bass

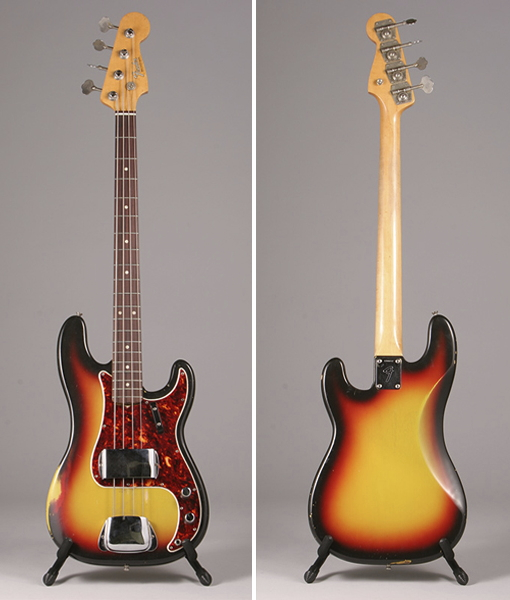
Fender Precision Bass, lackad med schattering, s.k. sunburst. Instrumentet har metallkåpor över stall och mikrofoner, dessa tas ofta bort eftersom de inte fyller någon praktisk funktion utan snarare är i vägen.

Fender Precision Bass (ofta kallad "P-Bass") är en elbasmodell designad av Leo Fender 1951. Modellen är än idag en av de mest populära elbasarna på marknaden och tillverkas av Fender Musical Instruments Corporation i USA, Mexiko, Indonesien, Kina och Japan. En P-Bass har nästan samma form som en Fender Stratocaster och har vanligtvis en så kallad "split-coil" pickup, vilket består av två separata polvända och omvänt lindade pickuper, placerade parallellt, som även eliminerar brum. Pickupen kontrolleras av två rattar, en för volymkontroll, och en för att kontrollera basens ljudkaraktär. Över sin livstid har P-Basen sett flera rekonstruktioner, den viktigaste var från den okonturerade Telecasterbasen till en design, som på 1950-talet formade grunden till den moderna P-basen. Fender har även experimenterat med olika pickupkonfigurationer, bland annat den kända "PJ"-konfigurationen, där stallpickupen från en Fender Jazz Bass lades till för extra mångsidighet. Den så kallade "Telecasterbasen" har även sett fortsatt produktion, dock inte alltid under Precision Bass-namnet.
P-Basen anses av många ha ett fylligt, drivande ljud, passande för musikstilar där basen är i bakgrunden, eller används för att sätta rytmen. Den anses av vissa dock vara mindre lämpad för musik där basen tar en mer central, melodiös roll, då dess enstaka pickup fångar medel-och-lågfrekvenser bra, men inte lika effektivt fångar de högre frekvenserna ofta använda av solobasister.